# Шубрюг
Шубрюг — река в Мурашинском районе Кировской области России, левый приток Моломы (бассейн Волги). Длина реки составляет 45 км (от истока Шубрюга Северного — 83 км). Площадь водосборного бассейна — 843 км².
Высота истока — 130,1 м над уровнем моря. Высота устья — 109,7 м над уровнем моря. Уклон реки — 0,5 м/км. Река образуется слиянием рек Шубрюг Северный и Шубрюг Полуденный. Устье реки находится в 154 км по левому берегу реки Молома.
Река течёт на юго-запад по лесному массиву, единственный населённый пункт на берегах — село Паломохино (центр Паломохинского сельского поселения) в среднем течении. Русло извилистое. Впадает в Молому ниже посёлка Чернорецкий (Лузянское сельское поселение). Ширина реки около устья — 15 метров.

## Притоки (км от устья)
- 2,8 км: Выдрица (лв)
- 24 км: Денисовка (лв)
- Большая (пр)
- 35 км: Гладкая (лв)

## Данные водного реестра
По данным государственного водного реестра России относится к Камскому бассейновому округу, водохозяйственный участок реки — Вятка от города Киров до города Котельнич, речной подбассейн реки — Вятка. Речной бассейн реки — Кама.
Код объекта в государственном водном реестре — 10010300312111100035676.